# 프랭크 샤논

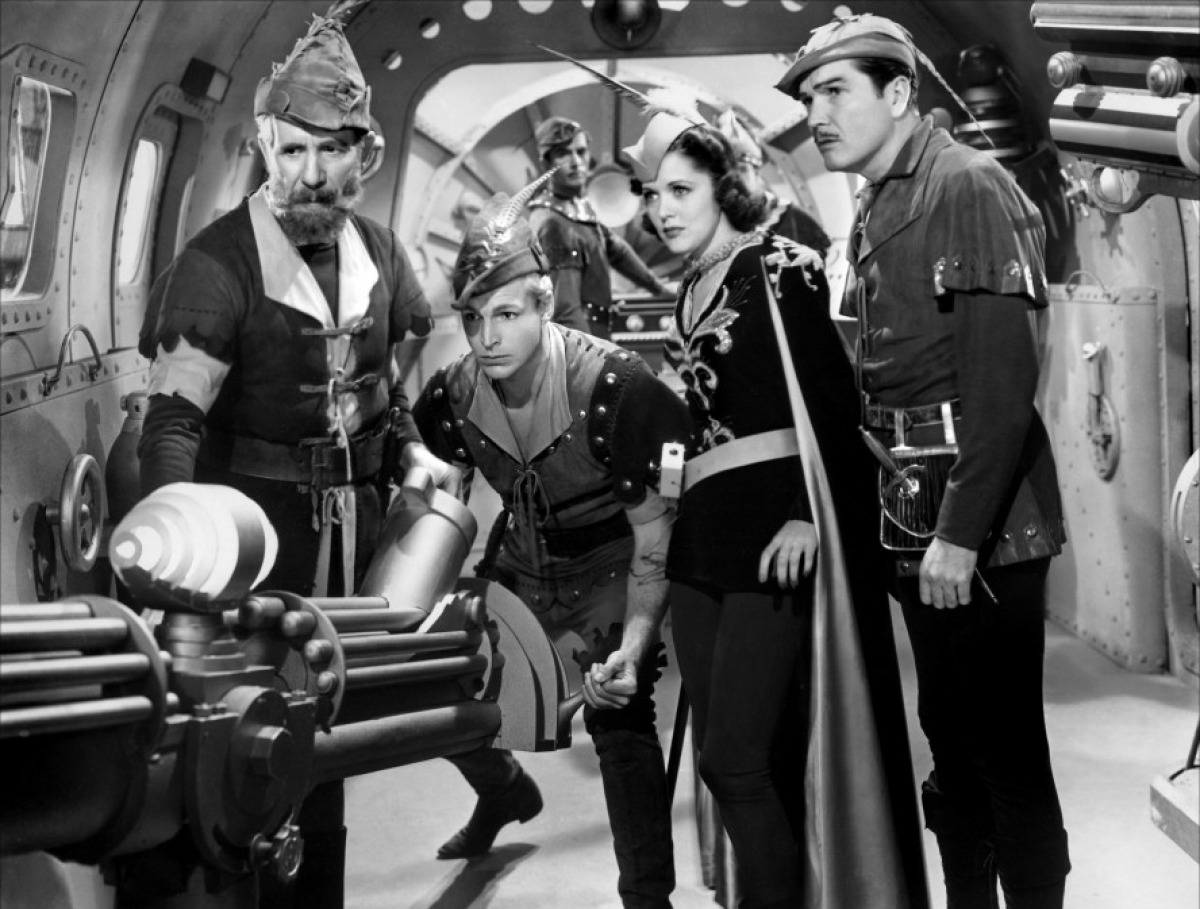

프랭크 샤논(Frank Shannon, 1874년 7월 27일 ~ 1959년 2월 1일)은 미국의 배우, 각본가, 연극 배우, 영화배우이다.
아일랜드섬에서 태어났으며 할리우드에서 사망하였다.

## 영화
- 텍사스 결사대 (1955년)
- 팬텀 (1943년)
- 배트맨 (1943년)
- 나이트 오브 나이츠 (1939년)
- 플래시 고든의 화성 여행 (1938년)
- 상어섬의 죄수 (1936년)
- 플래쉬 고든 (1936년)
- 플래쉬 고든 (1936년)
- 래스퓨틴 앤 더 엠프리스 (1932년) - 스탭 제너럴 역
- Monsieur Beaucaire (1924년)